# Singer (azienda)
La Singer Corporation è una delle più famose aziende produttrici di macchine per cucire. Fondata come IM Singer & Co. nel 1851 da Isaac Merrit Singer ed Edward Clark. Dal 1853 l'azienda cambia nome in Singer Manufacturing Company, nel 1963 in The Singer Company. La sede attuale si trova a La Vergne, in Tennessee vicino Nashville.

## Storia

### La prima Singer

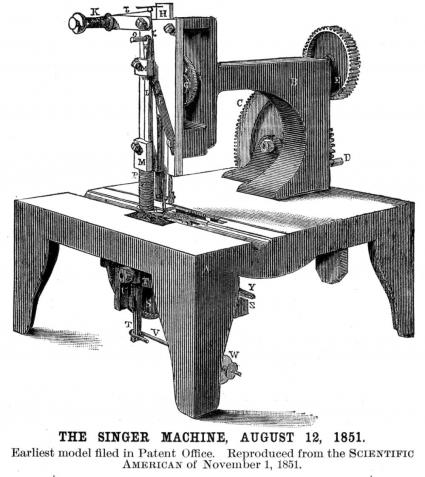
La macchina per cucire Singer del 1851

Isaac Merrit Singer, inventore di Pittstown, nel 1850 ebbe modo di analizzare il funzionamento della macchina di Lerow e Blodgett (una macchina per cucire industriale che nel funzionare provocava una torsione del filo ad ogni rotazione). Dopo aver esaminato la macchina, osservò: "Invece di far seguire alla navetta un moto circolare, io la farei muovere in avanti e indietro su una linea diritta. Invece di una barra d'ago che spinge orizzontalmente un ago curvo, io userei un ago diritto e lo farei lavorare verticalmente, su e giù." A quel punto Singer decise di investire tempo e denaro per dar vita ad una macchina innovativa: dopo 11 giorni e 40 dollari spesi nacque la prima macchina per cucire Singer.
La nuova macchina utilizzava un ago diritto e una navetta trasversale, presentava un braccio sospeso, un piano su cui appoggiare il capo in lavorazione, un piedino che ancorava il tessuto per evitare che venisse trascinato in alto dal moto dell'ago, e una ruota per il trasporto del tessuto che sporgeva da un'apertura nel piano di lavoro. Singer aveva inventato inoltre una soluzione innovativa per la forza motrice del meccanismo: l'utilizzo di un pedale simile a quello dei filatoi a mano dell'epoca che permetteva una potenza maggiore (e una conseguente maggiore velocità) nel cucito con meno fatica fisica.

### La nascita dell'azienda
Isaac Singer ottiene il brevetto per la prima macchina per cucire e fonda la I.M. Singer & Company assieme ad Edward C. Clark, un avvocato di New York. La Singer Sewing Machine è venduta in tutti gli Stati Uniti. Nel giro di soli due anni la Singer è la principale azienda statunitense nel settore della produzione e vendita di macchine per cucire. La società cambia nome nel 1853 diventando la Singer Manufacturing Company e lo stesso anno apre uno stabilimento di produzione a New York. Le prime macchine per cucire Singer costruite a New York sono vendute al prezzo di 100 dollari.

### Commercio internazionale e i primi modelli ad uso domestico

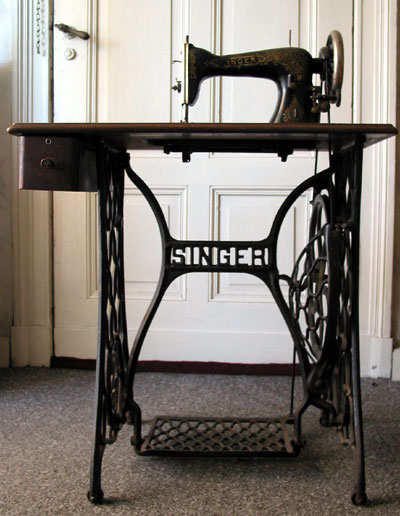
Tipica macchina per cucire domestica Singer

Già nel 1855 Singer diventa la più grande azienda mondiale del settore. La sua espansione all'estero inizia a Parigi, dove una macchina Singer vince il primo premio alla Fiera Mondiale di Parigi. Grazie al successo dei prodotti Singer la società cresce in fretta tanto da permettere a Singer e Clark, nel 1856, di aprire una filiale in Europa, precisamente a Glasgow, in Scozia. Varcati i confini nazionali e continentali la Singer avvia la ricerca nel settore delle macchine per cucire ad uso domestico: nel 1858 nasce il modello "Grasshopper", che fa registrare un ritmo di vendite di 3.000 unità l'anno. La Singer apre altri tre impianti di produzione nella città di New York e cominciano le vendite anche in Sud America (Brasile). Pochi anni e nel 1861 le vendite all'estero superano quelle del mercato nazionale.

### Il successo e la produzione decentralizzata
Il successo delle macchine per cucire domestiche regalano alla Singer notevoli profitti. Le vendite passano dalle 20.000 unità l'anno del 1863 alle 180.000 del 1871. In questo periodo di tempo si inaugura una politica di decentralizzazione della produzione, che porterà alla nascita del primo stabilimento produttivo fuori dagli Stati Uniti nel 1867, a Glasgow. Successivamente verrà aperto l'impianto produttivo di Brighton nel 1871 che diverrà la più grande fabbrica d'Inghilterra dell'epoca.

### La morte di Isaac Singer e la produzione in Russia

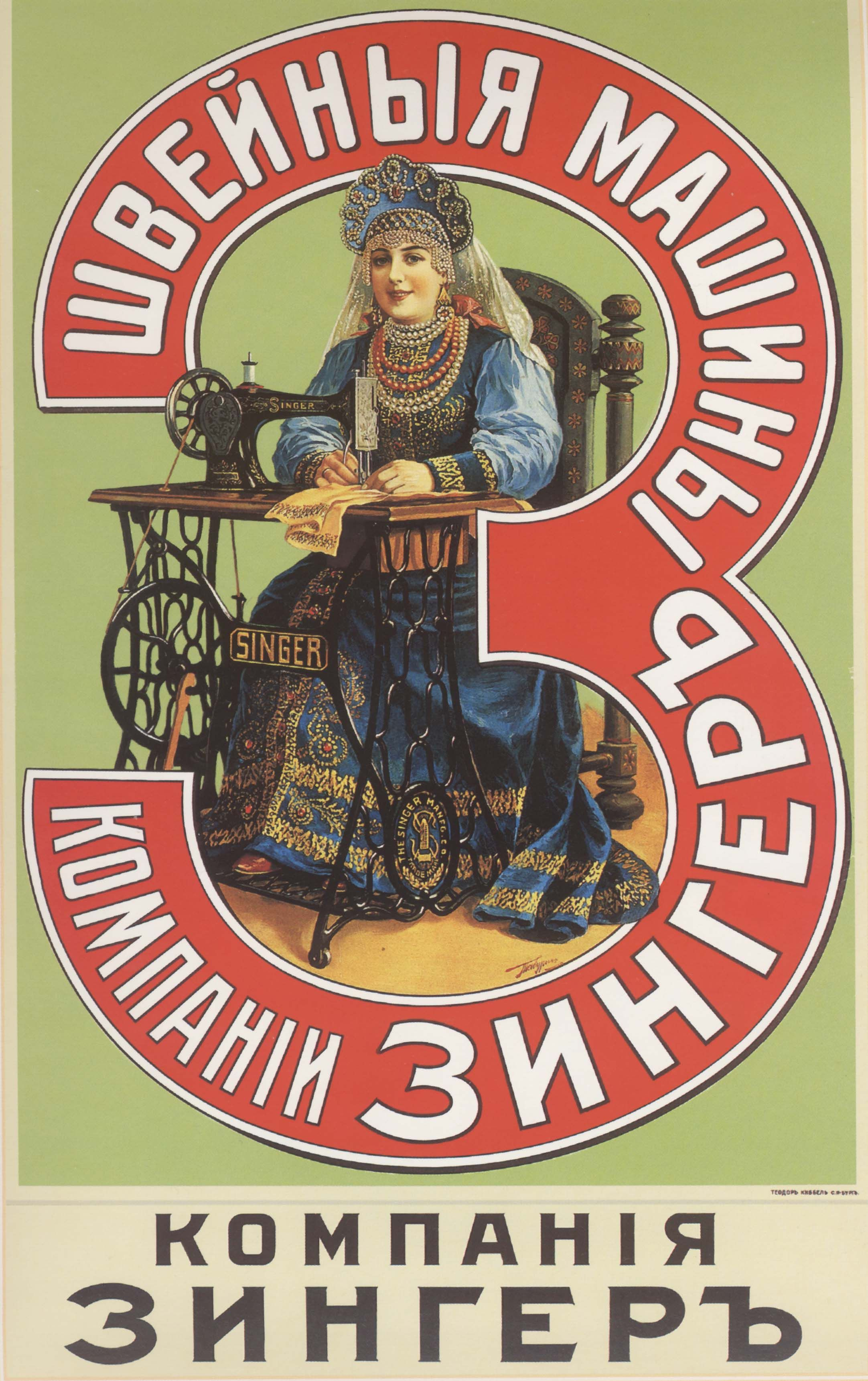
Pubblicità in russo (1900)

Nel 1875 muore Isaac Merrit Singer all'età di 63 anni. Quell'anno subentra alla direzione della Singer l'amico e cofondatore Edward Clark, che si impegnerà fino al 1882 (anno della sua morte) all'espansione del mercato e della produzione in tutto il mondo. La crescita in termini di vendite è imponente: si toccano le 500.000 unità nel 1880 e si inaugurano siti produttivi in Canada, in Austria, oltre a nuovi e moderni impianti in patria (tra cui il più importante di Elizabeth nel New Jersey). La crescente domanda in Europa spinge Singer Manufacturing ad aprire la più grande fabbrica di macchina per cucire del mondo a Kilbowie in Scozia. La fabbrica di Kilbowie occupa 12.000 dipendenti e diverrà nota per la sua torre dell'orologio alta 60 metri (allora la seconda più alta in tutto il mondo). I numeri del mercato Singer sono impressionanti: nei primi anni del XX secolo raggiunge quota 80% dell'intero mercato mondiale delle macchine per cucire e vengono vendute oltre 1 milione di macchine l'anno. Sull'onda di questi risultati la produzione arriva fino in Russia nel 1902, con l'inaugurazione dell'impianto di Podol'sk.

### Nuovo assetto societario e innovazioni
Nel 1904 la dimensione dell'azienda e del mercato internazionale fa nascere la Singer Sewing Machine Company, una divisione della Singer Manufacturing Company che si occuperà della sola distribuzione e vendita dei prodotti. Intanto si assiste all'introduzione di nuove soluzioni innovative nel funzionamento delle macchine industriali e domestiche. In particolare l'avvento della corrente elettrica (elemento fondamentale di quella rivoluzione industriale di cui la stessa Singer fa parte) spinge a progettare modelli in grado di essere azionati da motori elettrici. I primi esperimenti risalgono già agli anni ottanta dell'Ottocento con i primi tentativi di utilizzo di motori Edison in prototipi di macchine industriali. La prima vera macchina per cucire elettrica è datata 1889 e del 1891 la prima elettrica ad uso domestico. Altro dato interessante per comprendere la portata del progresso tecnologico portato avanti dalla società di New York è la costruzione nel 1908 del Singer Building al numero 149 di Broadway, uno dei primi e più grandi grattacieli del mondo con 47 piani e oltre 186 metri di altezza. Il Singer Building rimarrà sede centrale dell'azienda fino agli anni sessanta.

### Conflitti operai
Come in molte grandi fabbriche dell'epoca si verificano alla Singer momenti di conflitto sociale e sindacale. In particolare gli 11.000 operai di Clydebank (vedi stabilimento di Kilbowie), organizzarono un grande sciopero di solidarietà per 12 operaie donne che erano state licenziate per aver prostestato contro la riorganizzazione del processo di produzione. Lo sciopero durò da marzo ad aprile del 1911. Finito lo sciopero la Singer licenziò 400 dipendenti, inclusi tutti gli organizzatori dello sciopero aderenti all'IWGB (Industrial Workers of Great Britain). Tra i licenziati figurava Arthur McManus, futuro presidente del Partito Comunista di Gran Bretagna.

### A cavallo delle guerre mondiali

In Italia Edmondo Rossoni inaugura gli stabilimenti Singer di Monza il 24 aprile 1935

L'avvento delle guerre mondiali porterà la Singer, come molte altre imprese industriali, a rallentare o a fermare la produzione. Nel 1913 la Singer raggiungeva i 3 milioni di pezzi venduti l'anno. Altro momento di difficoltà fu il periodo della Grande depressione seguito al crollo della borsa americana del 1929, anno dell'acquisizione della Standard Sewing Machine Company e della massima espansione produttiva (con 9 impianti di produzione nel mondo, 27.000 dipendenti, 3.000 modelli prodotti).
Con la seconda guerra mondiale la Singer sospese la produzione di macchine per cucire per assicurarsi gli appalti pubblici per la produzione di armi. La sospensione comunque derivava dal fatto che, per effetto delle disposizioni dell'agenzia governativa statunitense che supervisionava la produzione di guerra, la WPB, erano state fermate le fabbriche che utilizzavano rame, ferro, acciaio ed alluminio per scopi civili. L'ordine di cessare la produzione delle macchine da cucire arrivò con il "Limitation Order L-98" divenuto effettivo il 15 giugno 1942.
Già nel 1939 alla Singer è stato assegnato dal governo americano uno studio di produzione della pistola modello 1911A1. Lo studio comprendeva la preparazione dei disegni, la ricerca di metodi di produzione, e lo sviluppo di formati standard in base alle materie prime. Il 17 aprile 1940 viene eseguito un ordine di 500 unità per la produzione del modello 1911A1. Queste pistole saranno numerate nell'intervallo n°S800001 - S800500. Le pistole costruite dalla Singer hanno oggi un notevole valore collezionistico.
La Singer decise in seguito di orientarsi sulla costruzioni di componenti per bombe e artiglieria. Le varie fabbriche Singer si occuparono della produzione di: apparecchiature M5 per il controllo del fuoco dei cannoni antiaerei da 37 millimetri e 40 millimetri, computer per il controllo del fuoco per i bombardieri B-29, parti del sistema M7 per il controllo dei cannoni anti-aerei da 90 millimetri, torrette dei B-29, mirini del cannone antiaereo navale Mark XV da 3 e da 5 pollici,
parti della carabina M1 Carbine, contenitori e coperchi del sistema di pilotaggio automatico A3, pezzi di ricambio per il sistema di puntamento per i bombardamenti T-1, scatole di munizioni, eliche di legno di varia misura, motori speciali per i sistemi antincendio. Solo nel 1951 la Singer tornerà ai livelli di produzione prebellici.

### L'epoca moderna

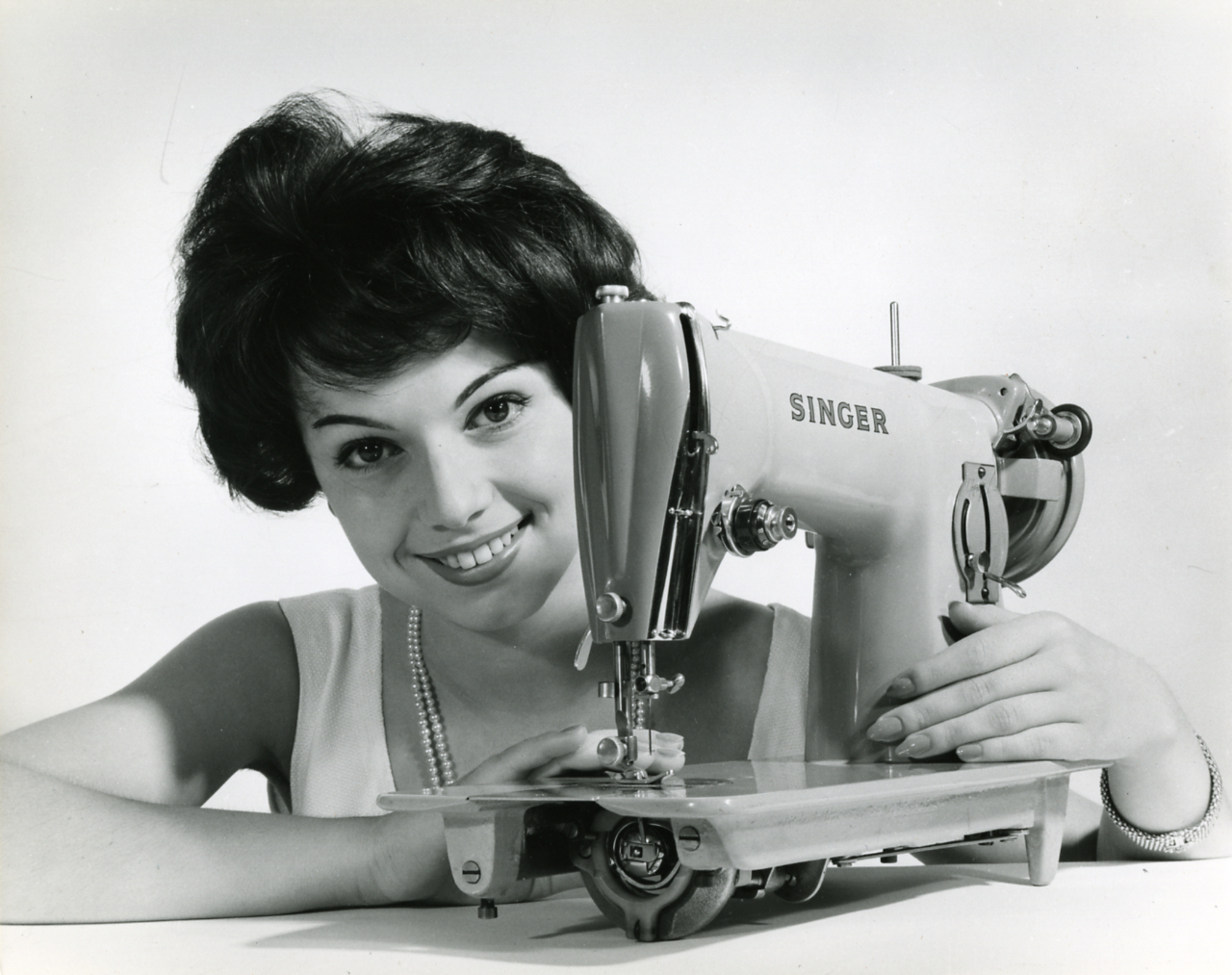
Foto pubblicitaria, Paolo Monti, 1963

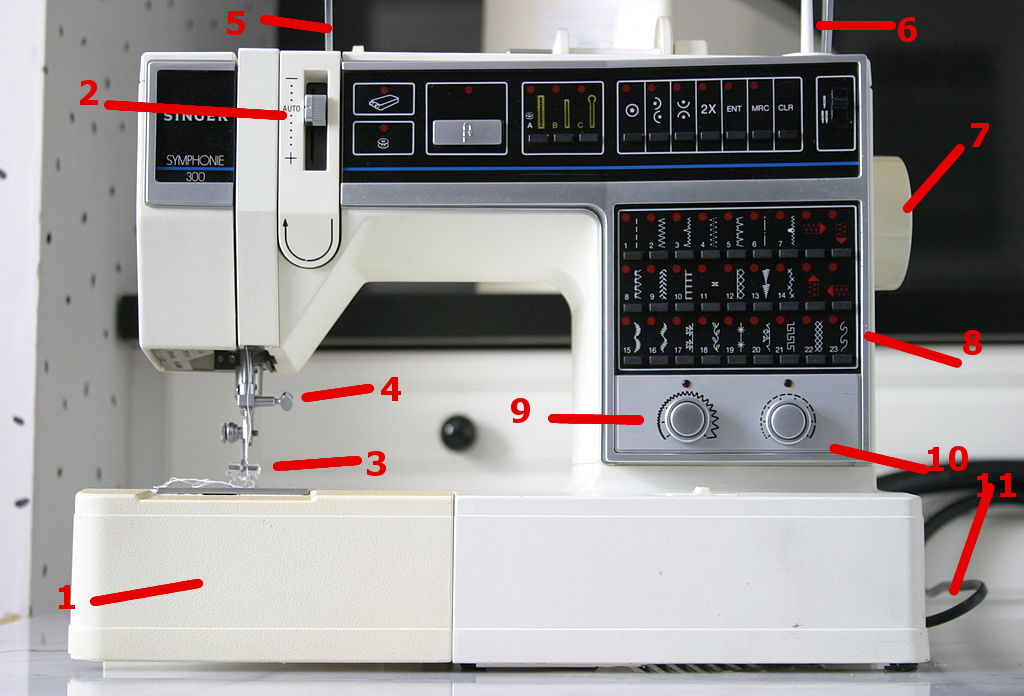
Moderna macchina da cucire elettronica Singer (modello Symphonie 300)

Nel centenario della sua fondazione (1951) la Singer raggiunge quota 307,8 milioni di dollari di ricavi, un risultato che con la stabilizzazione dell'economia mondiale del secondo dopoguerra arriverà a toccare i 507 milioni alla fine del decennio. La seconda metà del Novecento è caratterizzata alla Singer dalla politica di diversificazione del prodotto (anche se già nel 1929 era stato commercializzato il primo aspirapolvere marcato Singer). Gli anni sessanta sono gli anni delle grandi acquisizioni: la Packard Bell Electronics nel 1966 e la General Precision Equipment Corporation nel 1968. Lo scopo è entrare all'interno del settore delle macchine per ufficio e delle apparecchiature di controllo industriale. Nel 1963 la Singer Manufacturing Company diventa The Singer Company, nel 1966 l'azienda raggiunge per la prima volta il miliardo di dollari di ricavo annuale.
Gli anni settanta continueranno a vedere la Singer come un'azienda in costante crescita: nel 1971 si raggiungeranno i due miliardi di ricavo, il numero degli azionisti sarà di 60.000 e i dipendenti saliranno a 120.000 in tutto il mondo. Nel 1975 grazie allo sviluppo dell'elettronica la Singer presenterà la prima macchina per cucire elettronica della storia, la Athena 2000. La produzione dalla metà degli anni settanta sarà orientata sempre più verso modelli elettronici che troveranno il loro completo sviluppo negli anni ottanta e gli anni a seguire grazie al progredire della ricerca scientifica nel campo dell'elettronica.

### Situazione
La Singer produce macchine per cucire tecnologicamente avanzate che fanno largo uso di sistemi elettronici e informatici che facilitano numerosi aspetti del cucire ed il software dedicato viene aggiornato. La Singer fa parte di un gruppo denominato SVP Worldwide (SVP dalle iniziali dei marchi Singer, Viking e Pfaff), con sede ad Hamilton, Bermuda.

## La Singer in Italia

Inaugurazione dello stabilimento Singer di Monza il 24 aprile 1935, alla presenza del ministro Edmondo Rossoni.

La storia della Singer in Italia ebbe inizio nel 1914 con la fondazione della Compagnia Singer per Macchine da Cucire, con sede a Milano, che per vent’anni fu distributore ufficiale delle macchine da cucire importate. 
Nel 1934 l’azienda acquistò gli stabilimenti della Società Anonima Meccanica Lombarda in via Marsala a Monza, inaugurando ufficialmente la produzione italiana nel 1935. La fabbrica divenne presto un punto di riferimento per la comunità operaia locale, con intere famiglie impiegate al suo interno. 
L’azienda promosse anche attività sociali e ricreative; il Centro Sportivo Ambrosini, noto ancora oggi come "ex Singer", ne è una testimonianza. 
Con l’espansione della produzione, nel 1968 lo stabilimento fu trasferito in viale Sicilia, dove si raggiunsero picchi di 17.000 macchine da cucire a settimana, tra cui la celebre Athena 2000, la prima macchina elettronica al mondo, progettata a Monza nel 1975. 
Tuttavia, la crescente concorrenza internazionale e i costi elevati di produzione portarono al declino dello stabilimento, che chiuse definitivamente nel 1992.

## Edifici e costruzioni Singer

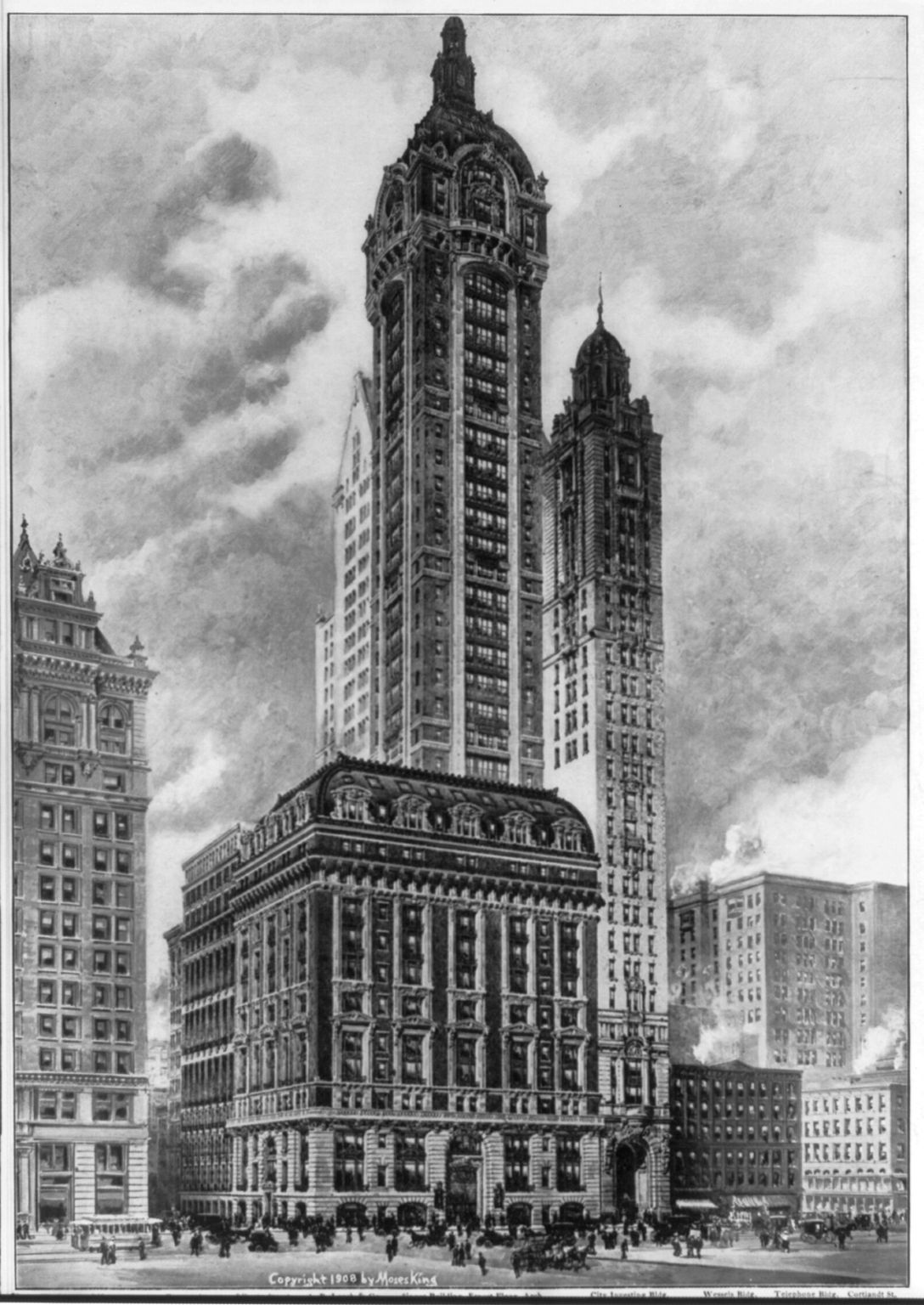
Il Singer Building in un'illustrazione del 1908

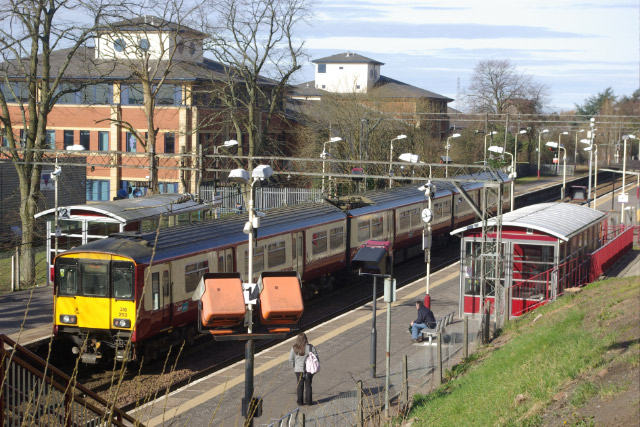
La Singer Station in una foto attuale

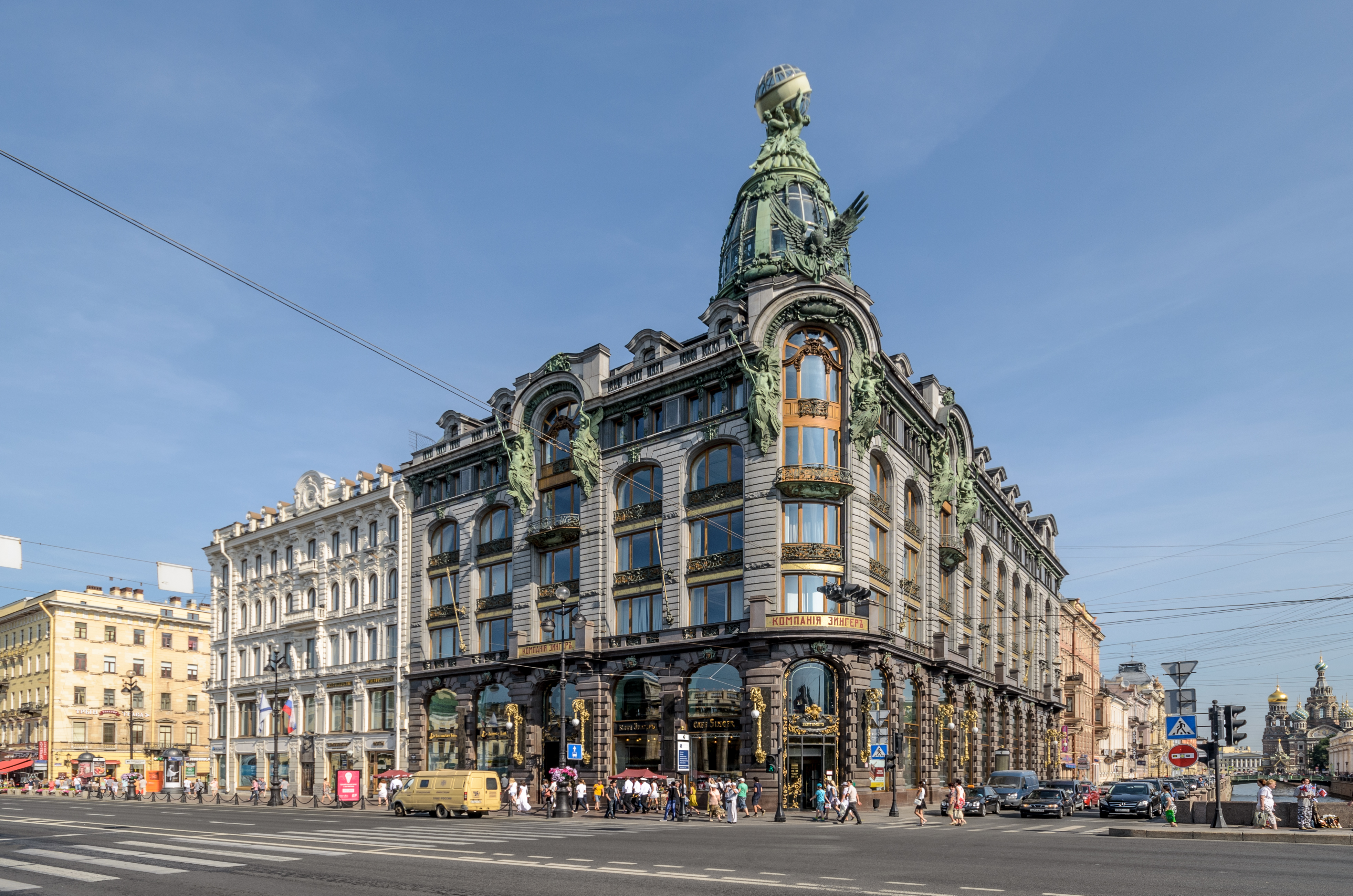
Casa Singer a San Pietroburgo

Sono molte le costruzioni di interesse storico e architettonico legate alla Singer Corporation: ricordiamo il già citato Singer Building, progettato dall'architetto Ernest Flagg, la cui costruzione iniziò nel 1906 e terminò due anni più tardi (e fu demolito nel 1968). Con i suoi 47 piani e oltre 186 metri di altezza fu uno dei primi e più grandi grattacieli del mondo. Un altro famoso "Singer Building" fu progettato dall'architetto Pavel Suzor e costruito tra il 1902 e il 1904 sulla Prospettiva Nevskij di San Pietroburgo. Questo edificio, noto come Casa Singer, è ufficialmente riconosciuto come parte del patrimonio culturale architettonico della Federazione Russa. Anche nella costruzione dei siti produttivi la Singer si è distinta per alcune originali soluzioni architettoniche: è il caso della torre dell'orologio alta 60 metri della fabbrica di Clydebank, all'epoca la seconda più alta in tutto il mondo. Sempre a Clydebank, sede di uno dei più importanti siti produttivi Singer in Europa (aperto nel 1885 e chiuso nel 1980), venne costruita una stazione ferroviaria appositamente per gestire il flusso degli operai verso la fabbrica, la Singer railway station, attiva ancora oggi.
In Italia, la Singer Corporation, per volere del suo presidente, Sir Alexander Douglas, nel 1930 edificò una propria sede amministrativa nella città di Roma, a due passi da piazza Venezia. Per opera e ingegno dell'architetto Mario Loreti fu realizzato un edificio di sei piani in via Alessandro Specchi al numero 10 (ex via del Collegio Romano), ad angolo su via del Corso (ex Corso Umberto). L'edificio, oggi ristrutturato e trasformato su progetto dell'architetto Potito Michele Giorgio, è adibito ad albergo di lusso a cinque stelle.

## Lista dei presidenti
- Tom Singer Burough (1851-1863)
- Inslee Hopper (1863-1875)
- Edward Clark (1875-1882)
- George Ross McKenzie (1882-1889)
- Frederick Gilbert Bourne (1889-1905)
- Sir Douglas Alexander (1905-1949)
- Milton C. Lightner (1949-1958)
- Donald P. Kircher (1958-1975)
- Joseph Bernard Flavin (1975-1987)
- Paul Bilzerian (1987-1989)
- James H. Ting (1989-1997)
- Steve Goodman (1998-2004)